# Anthony Lopes
Anthony Lopes (ur. 1 października 1990 w Givors) – portugalski piłkarz francuskiego pochodzenia występujący na pozycji bramkarza, były reprezentant Portugalii.

## Kariera
Lopes trafił do Lyonu w 2007, zaś cztery lata później, po odejściu Hugo Llorisa, został drugim bramkarzem klubu. Pod koniec sezonu 2012/2013 poważnej kontuzji doznał pierwszy bramkarz Rémy Vercoutre, dzięki czemu Lopes zajął jego miejsce. 28 kwietnia 2013 zadebiutował w rozgrywkach Ligue 1 podczas zremisowanego 1:1 meczu z AS Saint-Étienne.

## Statystyki

### Klubowe
(aktualne na 5 kwietnia 2023)
| Klub               | Sezon              | Liga               | Liga  | Liga   | Puchar Francji | Puchar Francji | Puchar ligi | Puchar ligi | Europa | Europa | Inne  | Inne   | Suma  | Suma   |
| Klub               | Sezon              | Liga               | Mecze | Bramki | Mecze          | Bramki         | Mecze       | Bramki      | Mecze  | Bramki | Mecze | Bramki | Mecze | Bramki |
| ------------------ | ------------------ | ------------------ | ----- | ------ | -------------- | -------------- | ----------- | ----------- | ------ | ------ | ----- | ------ | ----- | ------ |
| Olympique Lyon     | 2012/2013          | Ligue 1            | 5     | 0      | 0              | 0              | 1           | 0           | 1      | 0      | –     | –      | 7     | 0      |
| Olympique Lyon     | 2013/2014          | Ligue 1            | 32    | 0      | 0              | 0              | 4           | 0           | 13     | 0      | –     | –      | 49    | 0      |
| Olympique Lyon     | 2014/2015          | Ligue 1            | 38    | 0      | 2              | 0              | 1           | 0           | 4      | 0      | –     | –      | 45    | 0      |
| Olympique Lyon     | 2015/2016          | Ligue 1            | 37    | 0      | 4              | 0              | 0           | 0           | 6      | 0      | 1     | 0      | 47    | 0      |
| Olympique Lyon     | 2016/2017          | Ligue 1            | 37    | 0      | 2              | 0              | 0           | 0           | 14     | 0      | 1     | 0      | 53    | 0      |
| Olympique Lyon     | 2017/2018          | Ligue 1            | 34    | 0      | 3              | 0              | 0           | 0           | 10     | 0      | –     | –      | 47    | 0      |
| Olympique Lyon     | 2018/2019          | Ligue 1            | 34    | 0      | 5              | 0              | 0           | 0           | 8      | 0      | –     | –      | 47    | 0      |
| Olympique Lyon     | 2019/2020          | Ligue 1            | 26    | 0      | 4              | 0              | 1           | 0           | 10     | 0      | –     | –      | 41    | 0      |
| Olympique Lyon     | 2020/2021          | Ligue 1            | 38    | 0      | 1              | 0              | –           | –           | –      | –      | –     | –      | 39    | 0      |
| Olympique Lyon     | 2021/2022          | Ligue 1            | 34    | 0      | 0              | 0              | –           | –           | 8      | 0      | –     | –      | 42    | 0      |
| Olympique Lyon     | 2022/2023          | Ligue 1            | 23    | 0      | 5              | 0              | –           | –           | –      | –      | –     | –      | 28    | 0      |
| Ogólnie w karierze | Ogólnie w karierze | Ogólnie w karierze | 338   | 0      | 26             | 0              | 7           | 0           | 74     | 0      | 2     | 0      | 447   | 0      |

### Reprezentacyjne
(aktualne na 4 września 2021)
| Reprezentacja | Rok     | Mecze | Bramki |
| ------------- | ------- | ----- | ------ |
| Portugalia    | 2015    | 2     | 0      |
| Portugalia    | 2016    | 2     | 0      |
| Portugalia    | 2017    | 1     | 0      |
| Portugalia    | 2018    | 2     | 0      |
| Portugalia    | 2021    | 4     | 0      |
| Łącznie       | Łącznie | 14    | 0      |